# 台子
台子・臺子（だいす）は茶道の点前に用いる茶道具で、水指など他の茶道具を置くための棚物の一種。真台子・竹台子をはじめとして様々な種類がある。一般に格式の高い茶礼で用いるものとされており、とくに真台子は献茶式などで用いられている。真台子を用いた点前は、茶道の点前の精神的・理論的根幹を成すものと考えられており、奥儀・奥伝・奥秘などと呼ばれて最後に伝授される習わしである。

## 形状

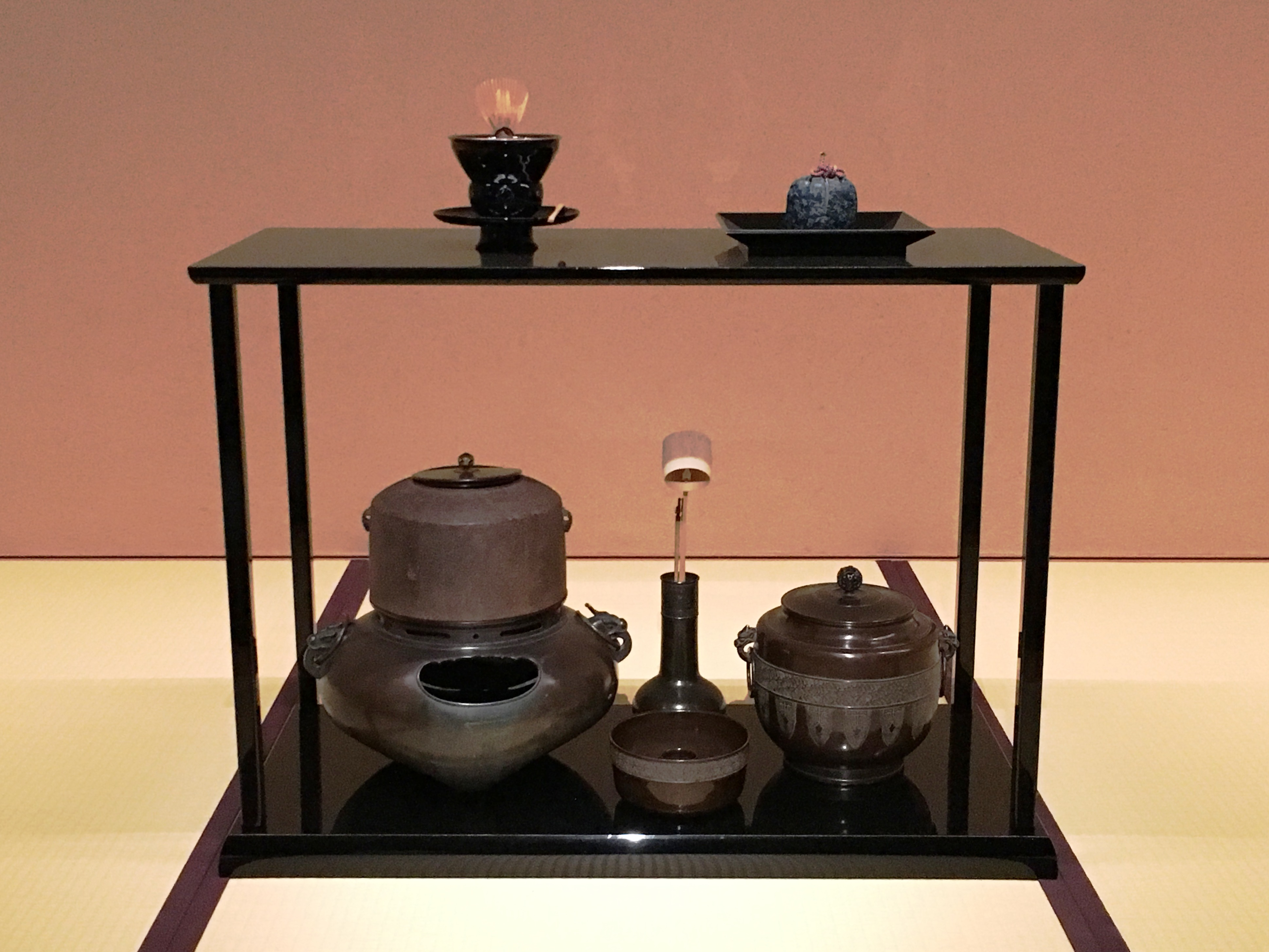
台子皆具（武者小路千家蔵）
真台子 中村宗哲
風炉釜 唐銅皆具 名越三昌（古浄味）

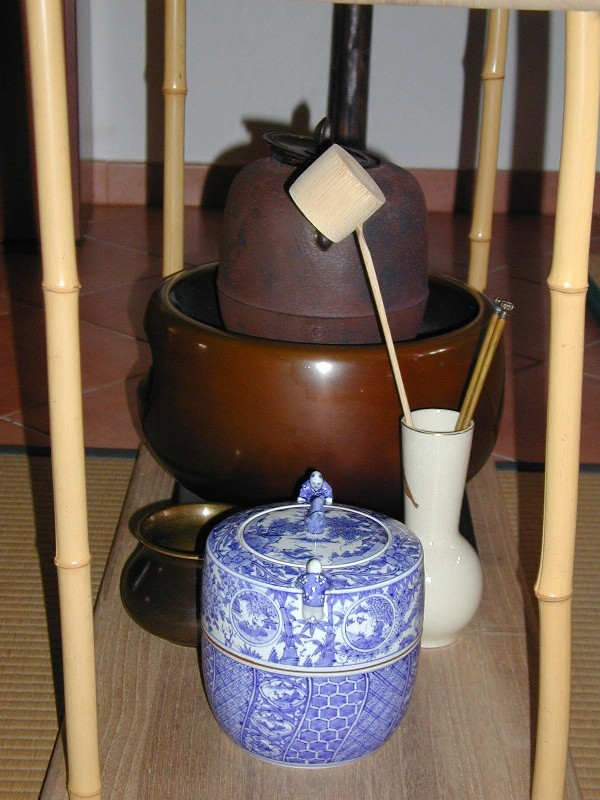
竹台子総飾りを客付き（台子の正面に向かって右側）からみたもの

通常は長方形の板2枚を柱で支えて直方体とした構造をしており、2枚の板は上を天板（てんいた）、下を地板（じいた）と呼び、地板のほうが厚くなっている。柱は手前側のものを勝手柱（左）・客柱（右）と呼び、奥側は角柱（左）・向柱（右）と呼ぶ。
真台子
真塗り4本柱の台子で、最も格が高い。大きさは幅91cm奥行き42cm高さ67cmほどとかなり大型で、京間でなければ畳からはみ出てしまう。通常は皆具（水指・杓立・建水・蓋置の4つを同一素材・同一意匠で揃えたもの）を合わせる。
竹台子
桐木地に竹の4本柱。元は村田珠光の創案と伝えられ真台子と同寸だが、現在一般に見られるのは千利休が炉用に改変した小型のもので、幅75cm奥行き38cm高さ60cmほどである。
及台子（きゅうだいす）
2本柱の台子で、及第台子ともいう。科挙の進士及第の者のみが通れる門を象ったとも、進士及第の作文を置くための台に由来するともいわれる。
高麗台子
宗旦好みと遠州好みとがあり、この2つは名称が同じだけで形状は全く異なる。宗旦好みは幅67cm高さ50cmほどと小振りの真塗りで、琉球貿易により到来した唐物の卓を象ったもの。遠州好みは木地製で台子というよりは大棚に近い。
ほかに流派ごとに様々な好み物がある。例としては真台子から爪紅台子・桑台子・老松台子などが、及台子から銀杏台子などが好まれた。

## 由来
通説では文永4年（1267年）南浦紹明が宋の径山寺から持ち帰ったものが崇福寺に伝えられ、後に京都の大徳寺に渡ったとされる。これを天竜寺の夢窓疎石が初めて点茶に使用したとされる。足利義政のころに村田珠光が能阿弥らともに台子の寸法や茶式を定めたと言われている。元は幅が一間（181cm）と大きなもので、おそらく15世紀末までに小型化されたものと考えられる。書院式の茶礼にはすべて台子を利用し、そこから各種の大棚・小棚・長板などが派生し、さらには棚物を用いない運び点前が考案されたと考えられている。

## 点前
流派にもよるが、格式の高い棚物として、長板とほぼ同様の取り扱いで用いることができる。一般に使われる機会の多い小棚の点前と比べると、柄杓、蓋置、建水などの扱いに差が多い。しかしこれは秘伝として扱われている台子点前と比べれば非常に簡素なものである。

### 秘伝化
茶の湯で台子が使われたことを示す史料の初見は『松屋会記』の天文6年（1537年）で、その後は津田宗達（1504～1566）が盛んに用いたことが『天王寺屋会記』で裏付けられている。この頃は用いる道具や飾り方などは自由自在で、何ら特別なものではなかった。しかしその後すぐに廃れてゆき、本能寺の変の頃までにほとんど用いられなくなっていた。
後世の茶書（『草月指話集』『貞要集』など）には、千利休が改めた台子点前を豊臣秀吉が秘伝としてごく限られた者（台子七人衆）に伝授を許したという逸話が伝えられており、真偽は定かでないものの充分考えられる話である。特に天正13年（1585年）に秀吉の禁裏献茶で台子点前が用いられたことは、台子点前がごく特別なものと位置付けられるようになる契機として肯ける。
千宗旦の頃の史料（『茶湯聞塵』など）によると、当時の千家流（宗旦流）には基本的には書院の台子と数寄屋（四畳半）の台子という区別があったらしい。一方でほぼ同じ時期の武家茶道諸流の伝書ではそれぞれ異なる体系付けのさまざまな飾り方を伝えており、流儀化が始まっていることが覗われる。例えば『南方録』（南坊流）には台子五十飾とよばれる絵図があり、『和泉草』（石州流）には真行草に始まって全部で9段の台子飾り、『貞要集』（有楽流）には真行草と「乱置」の4種が示されている。
利休は台子を遠ざけていたように見受けられ、利休が台子を使ったという記録はわずかに3回しか残っていない。宗旦にしてもわび茶の追求者であり、千家流においては台子は日常無用のものである。また武家茶道においても、台子点前は貴人といえども滅多に見せるべきでないものとされていた（『和泉草』）。たしかに織部・遠州・石州はいずれも将軍献茶に台子を用いていないし、遠州は生涯通して一度も台子を用いた茶会を行っていない（『小堀遠州茶会記集成』）。利休が台子を遠ざけたことが、逆に台子を高尚なものに押し上げ、皆伝の証としての台子点前という位置付けが成立していったとも考えられる。

### 奥秘十二段（裏千家など）
裏千家などでは、「奥秘十二段」と称して12通りの点法が定められている。この内、表千家などでは、行之行が「乱飾」「乱れ」、真之行が「奥儀」「真台子」と呼ばれて比較的巷間にも知られている。「十段」と言った場合にはこの2つを除外する。
- 草之草
- 草之行
- 草之真行
- 草之真
- 行之草
- 行之行（表千家：「乱」）
- 行之真草
- 行之真
- 真之草
- 真之行（表千家：「真台子」）
- 真之行草
- 真之真

## 台子七人衆
利休が改定した台子点前は豊臣秀吉によって秘伝とされたが、これを秀吉が伝授した7人を言う。出典としては『細川三斎茶書』『貞要集』などがある。
- 豊臣秀次
- 蒲生氏郷
- 細川忠興（三斎）
- 木村重茲
- 高山右近（南坊）
- 瀬田正忠（掃部）
- 芝山宗綱（監物）